# Бузджан
Бузджан (на персийски: بوژگان) е село в Североизточен Иран, провинция Разави Хорасан. Намира се на 14 km югоизточно от Торбат Джам и на 30 km западно от границата с Афганистан.
В миналото Бузджан е бил град и административен център на провинция Джам.
В Бузджан е роден астрономът и математик Абул Уафа (940-998).